# پالپ (فیلم ۲۰۱۲)
«پالپ» (انگلیسی: Pulp (2012 film)) فیلمی در ژانر کمدی است. از بازیگران آن می‌توان به جان تامسون اشاره کرد.